# Фігури спогадів
«Фігури спогадів» - конкретні знакові фігури, події, тексти, символи, що у подальшій переробці в надрах колективної пам’яті набувають якостей міфу і поступово стають елементами ідейної системи означеного суспільства чи соціальної групи. Визначення дане німецьким істориком релігії та культури Яном Ассманом у монографії «Культурная память. Письмо, память о прошлом и политическая идентичность в высоких культурах древности».
Ян Ассман – німецький історик релігії та культури, автор концепції культурної пам’яті, що викладена ним у монографії «Cultural Memory and Early Civilization: Writing, Remembrance, and Political Imagination». Згідно з теорією дослідника, пам’ять є індивідуальною і колективною, причому індивідуальна пам’ять, як та, що належить конкретному суб’єкту, існує лише в рамках пам’яті колективної і формується завдяки участі особистості в процесі комунікації. Отже, індивідуальна пам’ять є результатом залученості суб’єкта в різноманітні соціальні групи – від родини до нації і причетності індивіда до багатоманітності групової пам’яті. Але індивідуальна пам’ять – завжди унікальна в плані комбінування колективних спогадів.
Результатом формування і кристалізації індивідуальних спогадів є поява конкретних знакових фігур, подій, текстів, символів, що у подальшій переробці в надрах колективної пам’яті набувають якостей міфу і поступово стають елементами ідейної системи означеного суспільства чи соціальної групи. Ассман називає їх «фігурами спогадів». Їх специфіку дослідник визначив трьома ознаками: належністю до конкретного часу і простору; віднесеністю до конкретної групи і відтворенням, як специфічним для них способом дії.
Фігури спогадів мають своє втілення в конкретному просторі і часі, але не завжди в плані географічному чи історичному. Орієнтація на певні часові рамки пояснюється певною генетичною пам’яттю поколінь, що тягнеться з найдавніших часів і пов’язана з якимись видатними подіями, що відбувалися в рамках певного колективу, а належність по певних просторових рамок пов’язана з тенденцією до локалізації певної групи людей, яка намагається зберегти за собою ідентифікацію місць своєї спільної діяльності, як опорних пунктів спогадів.
«Фігури спогадів» відносяться не лише до конкретного часу і простору, але й до конкретної групи. Вони висловлюють спільну позицію групи, визначають її історію, сутність, сильні сторони і недоліки. Простір і час переплітаються з формами комунікації конкретної групи, створюючи їй влас-ну біографію, що є унікальною і сповненою змісту для означеного колективу. 
Останньою ознакою так званих «фігур спогадів», за Ассманом, є їх властивість до самовідтворення. Минуле не залишається в пам’яті в первозданному вигляді. Воно постійно мусить реорганізовуватися відповідно до сучасних реалій життя, що постійно змінюються рухаючись в напрямку до майбутнього. Але в той же час і нове мусить виступає як реконструйоване минуле. Традиції колективу залишаються тими ж видозміненими традиціями, властивими лише йому. Тому колективна пам’ять і діє в обох напрямах – як в минулому, так і в майбутньому – відновлює минуле і організовує переживання сьогодення і майбутнього.